# Piloña
Piloña es un concejo en la zona oriental de la comunidad autónoma del Principado de Asturias (España). Su capital es Infiesto. Limita al norte con Villaviciosa y Colunga, al este con Parres, al oeste con Nava y Cabranes y al sur con Ponga, Caso, Sobrescobio y Laviana. Cuenta con una población de 6753 habitantes (INE 2024).

## Geografía
Piloña se encuentra envuelta por un conjunto de cordilleras, montañas, picos, etc., estando su cota mínima en el río Piloña en la frontera con Parres con 63 metros y su máxima elevación en el Pico Vízcares con 1420 metros. Por el norte destacamos la sierra del Sueve (con su cota máxima a 1040 metros) y que abarca los concejos de Colunga, Caravia y Parres además de este. También tenemos al noroeste el cordal Piloña-Cabranes-Villaviciosa con el monte del Otro como mayor altura (653 metros). En la zona central destacamos la sierra de Grandasllanas con el cerro del Rosellón como accidente más destacado (1125 metros), la sierra de Quess y la sierra del Pino. Un poco más abajo está la sierra de Bedular con el pico de la Peña Ñiaño con 1075 metros, la sierra de Priede, la sierra de Pesquerín y la sierra de la Frecha. Y en la parte limítrofe meridional tenemos la sierra de Sellón con el pico Facéu como mayor altura (1228 metros), la sierra de Tameces con el pico Cunio (1264 metros) y la sierra de Aves con el pico Vízcares (1420 metros).
| Noroeste: Cabranes y Villaviciosa | Norte: Colunga    | Noreste: Parres |
| Oeste: Nava                       |                   | Este: Parres    |
| Suroeste: Laviana y Sobrescobio   | Sur: Caso y Ponga | Sureste: Ponga  |

### Geología
El suelo piloñés es montañoso con pequeños valles penetrantes y estrechos, y varias montañas con mucha pendiente pero altitudes no muy pronunciadas. La mayor parte del terreno está sumida en una depresión de edad terciaria en dirección este-oeste y recorrida por el río Piloña. Gracias a los estudios geológicos en la región se vio que diferentes fajas provenientes de Caso formaban una curva semielíptica en el concejo, viendo como en la zona centro predominaba la arenisca gris, así como caliza y otros elementos. Son conocidos buenos bancos de carbón en La Marea, habiendo otros menores en Sotiello y Borines. Hay fajas de pizarra en la sierra de Ques y la sierra de Cayón.

### Hidrografía

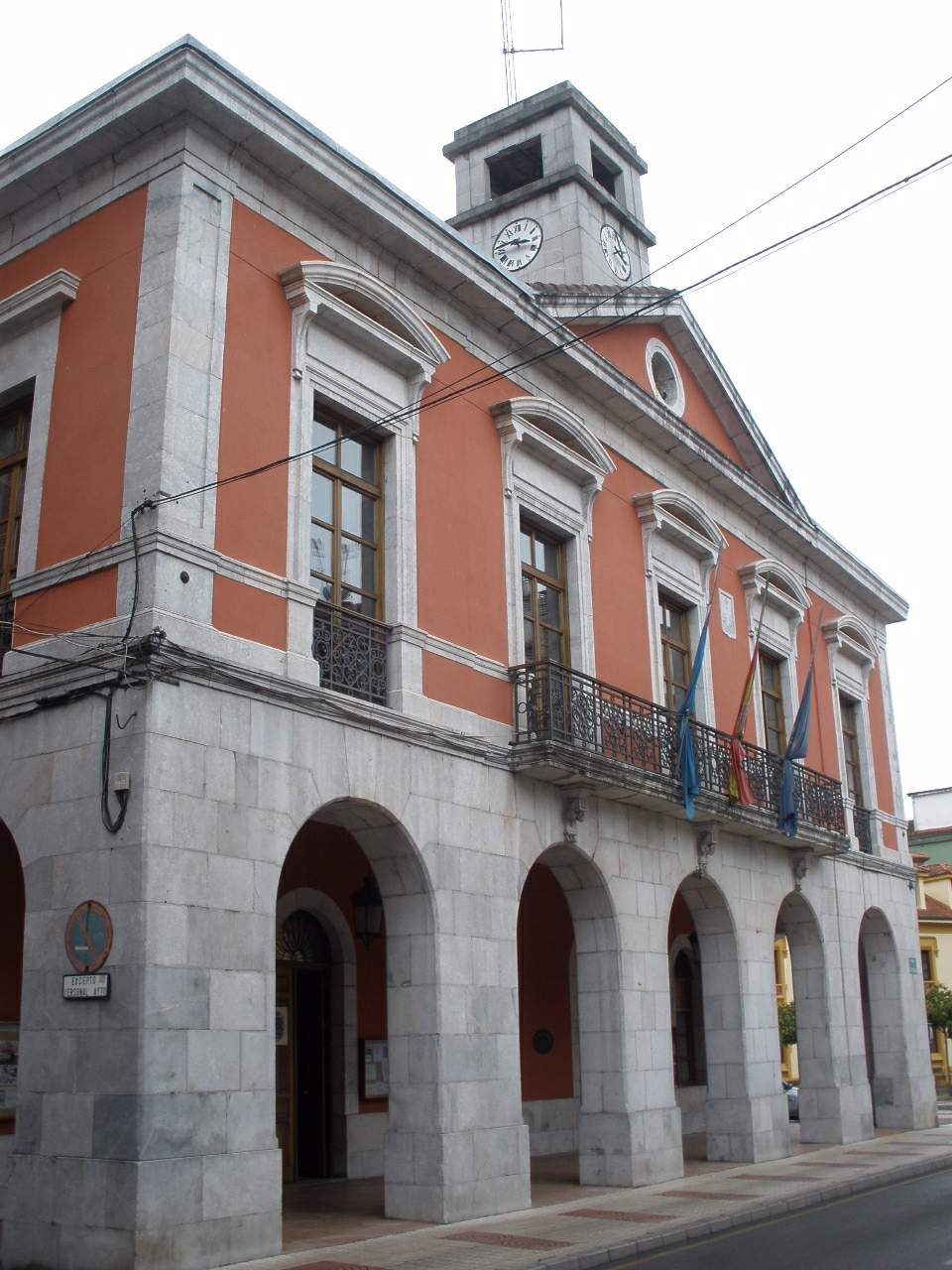
Casa consistorial

De su red hidrográfica destacamos el río Piloña, también llamado río grande que nace en la montaña de Peñamayor en el concejo de Bimenes, atraviesa Nava, ingresa en el concejo de Piloña por Coya, penetrando posteriormente en Parres, donde se une al río Sella en Arriondas.
A su paso por Piloña el río recoge aguas de diferentes ríos, riegas, y arroyos que echan sus aguas en él. Son de destacar el río Mon o La Marea, el Espinaredo, el Valle, el Pequeño, el Color o el Tendi, así como el río Borines que tiene en su nacimiento la fuente de las famosas aguas mineromedicinales.

### Clima
El clima de la zona es oceánico, templado, húmedo, y lluvioso, aunque sufre pequeñas variaciones por la ordenación del terreno y su diferente orientación y altitud.
La atmósfera se encuentra muchas veces saturada de vapor acuoso, ayudando a este fenómeno los frecuentes vientos del norte y noroeste que sacuden la región. La temperatura media anual es de 12 °C.

## Flora
La vegetación es muy variada y exuberante, predominando los bosques de hayas robles, castaños, avellanos, pinos y eucaliptos habiendo también cultivos de nogales y manzanos. Piloña presenta un paisaje muy antropizado formado por prados para ganadería extensiva cercados por distintas variedades de árboles como robles, fresnos, nogales y laureles. Todo ello alternado con pomaradas de manzana de sidra, zonas de cultivo de avellano y arboledas de castaños y de bosque mixto. Hay zona de plantación de eucaliptos pero son mucho menos abundantes que en la cercana costa.

## Historia

### Prehistoria y Edad Antigua

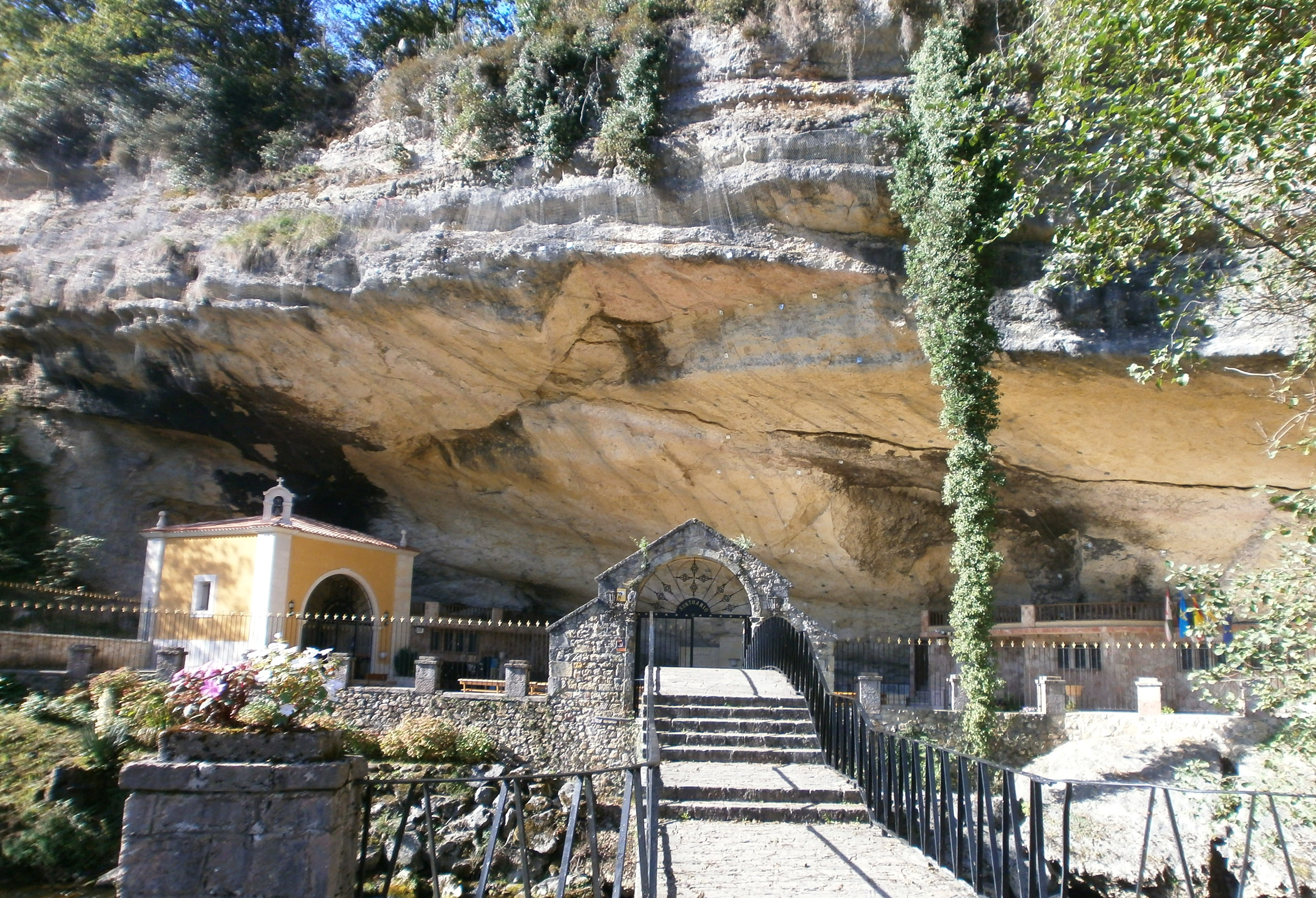
Santuario de la Virgen de la Cueva

Se puede afirmar que el territorio Piloñes ya fue poblado en la época prehistórica paleolítica gracias a los hallazgos descubiertos en las cuevas de Aviau, Espinareu, Coñareu, la Peña Ferrán, la Peña Sorribes en Sevares y La cueva del Sidrón en Vallobal, donde son de gran importancia las figuras allí halladas.
De la etapa neolítica se tiene constancia de al aparición de diversos útiles como los procedentes de la cueva de Valle o los del Dolmen de Coya y que hoy se encuentran desaparecidos. Estudios realizados posteriormente nos muestran una importante ocupación megalítica extendiéndose por todo el concejo estos vestigios históricos, siendo los más destacados los encontrados en el Monte Cayón, donde fue encontrado un monte tumular, actualmente destruido.
De la edad de hierro son diversos asentamientos en forma de castros que están dispersos por el territorio. Tenemos muestras castrenses en el Cierrón de Castiellu, Argandenes, La Forca, La Coroña Castru, Sorribes, Antrialgo y El Picu Viyao. Se cree que estos asentamientos estaban formados por la tribu Lugonnes, de filiación celta y que tenía su capital en Paelontium, actualmente denominada Belonciu. Aparecen dos lápidas que muestran la existencia de esta tribu, una en las proximidades del Sueve que reza "Asturum et Luggonum" y otra que reza "Luggoni Arganticaeni" y que algunos relacionan con Argandenes.
De la época romana se conservan dos estelas en el concejo, una en Villamayor referida al pueblo Viroménico, y otra en las inmediaciones de la iglesia Borines y que se refiere al Ablaidico. Recientemente, se ha propuesto una reocupación en época romana del castro de El Picu Viyao, quizá con un sentido militar. De la etapa de la monarquía astur, el valle Piloñes es lugar obligado de paso entre la zona central asturiana y los valles orientales de la provincia. La crónica que narra el desplazamiento de Pelayo desde Gijón a Covadonga para iniciar la reconquista, da constancia de estos hechos. Se han encontrado además restos de enterramientos de la época en la necrópolis de Argandenes.

### Edades Media y Moderna

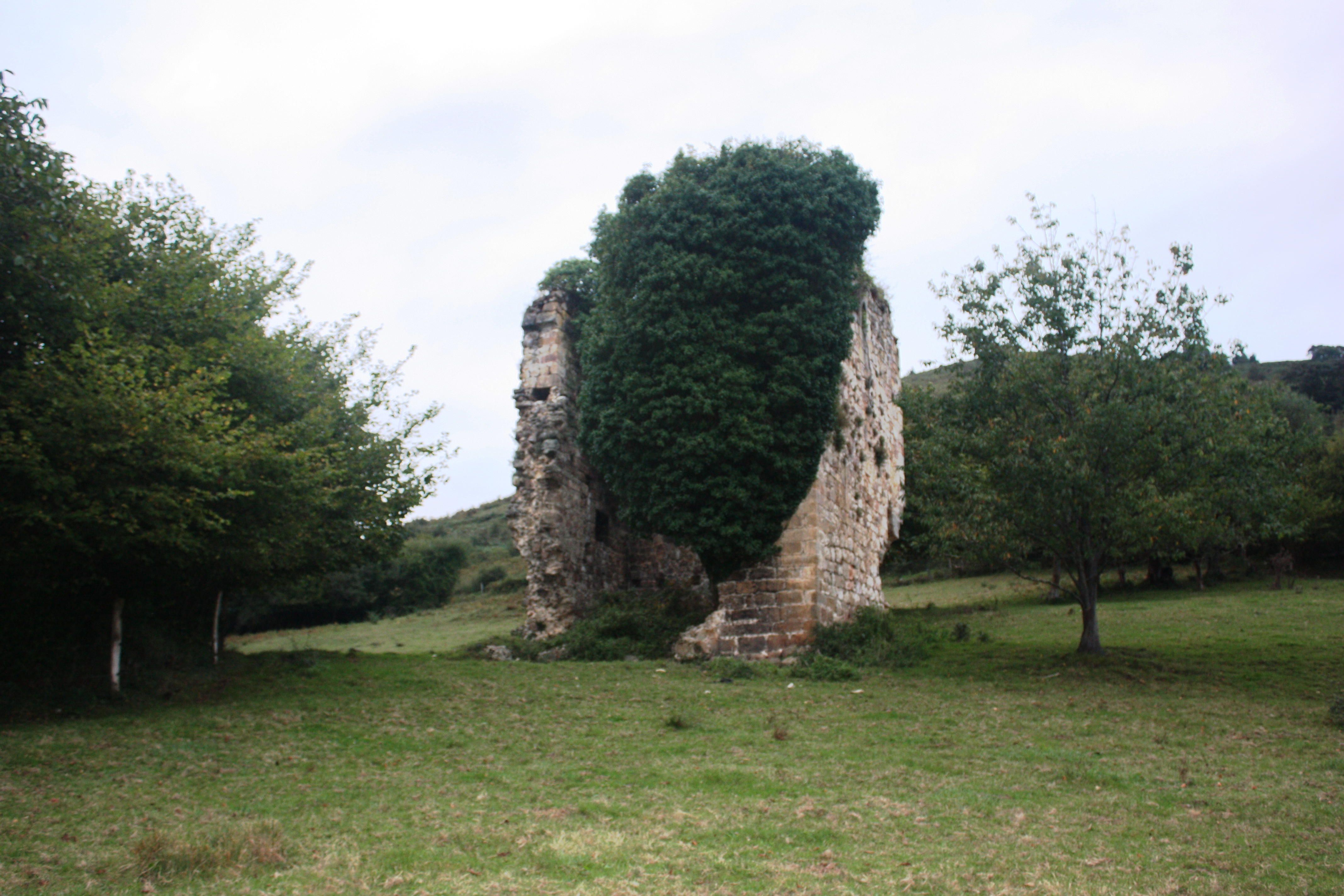
Torreón de Lodeña

En la época del alto medievo es donde aparecen las primeras documentaciones del concejo piloñes. El río ya aparece con diversos topónimos del tipo "Pialonia". En el "liber testamentorum" de la catedral de Oviedo aparecen referencias al territorio piloñes, como lo demuestran dos donaciones. Una de ellas hace referencia de la donación efectuada por Ramiro II, hijo de Alfonso III y la reina Jimena, en el año 926, donde dona al obispado ovetense diversas iglesias y terrenos de Piloña. La otra referencia se refiere a la donación hecha por Elo Guterriz en el año 1090 del monasterio de San Pedro de Sevares. Durante la época del medievo fueron constantes las adquisiciones por parte de entidades eclesiásticas de lugares del concejo.
Durante los siglos XII, XIII y XIV aparece el territorio piloñés con cierta personalidad administrativa, habiendo un documento de 1247 perteneciente a San Pelayo y en la que habla del nombramiento de un "tenente" para las demarcaciones de Siero, Nava, Piloña y Caso. En 1314 se habla del cargo real de Notario Público en Piloña. El concejo es uno de los que asiste en 1378 a la junta en la sala capitular de la catedral de Oviedo y que es el germen para la formación de la Junta General del Principado.
Existían en el territorio piloñes diversos cotos señoriales, como los de Lodeña, cuya casa y torre aún se conserva hoy en día, Viyao, Vallín y Abedul. Todos estos cotos fueron agregados de manera definitiva al concejo en el año 1827.
En el siglo XVIII se crean en Piloña la Obra Pía en la que se enseñan materias teológicas, del latín, de geografía y contabilidad mercantil. Las primeras escuelas públicas que se abrieron fueron las de Infiesto en 1785, no llegando a los demás pueblos del concejo hasta un siglo después.

### Edad Contemporánea
La entrada del siglo XIX trae consigo la guerra de la Independencia, notándose en todo el territorio. En 1810 se concentran en Infiesto las tropas Españolas del general Llano Ponte con la intención de frenar el avance de las tropas del general Bonet, que llegaron a producir un incendio al monasterio de Villamayor. La primera guerra Carlista también convirtió a Infiesto en escenario de luchas.
A partir de la segunda mitad de siglo se crean las primeras industrias en la zona, como llagares de sidra, fábricas de chocolates, quesos y mantecas y más tarde una azucarera. También se abre la carretera de Oviedo a Ribadesella y se termina la construcción del ferrocarril en 1891. El crecimiento demográfico y la escasez de recursos empujan a mucha gente a emigrar a ultramar.
El siglo XX comienza con la fundación de un gremio artesanal y la aparición de la primera sociedad agrícola. La revolución del 34 y la Guerra Civil dejan en el concejo cruentos combates, perteneciendo al bando republicano derrotado en 1937 y que en su retirada volaron el puente de Infiesto. Al igual que otros concejos vecinos y montañosos, durante la posguerra Piloña fue zona de refugio para guerrilleros que estaban escondidos en los montes.

## Demografía
Piloña cuenta con una población de 6753 habitantes (INE 2024).
| Gráfica de evolución demográfica de Piloña entre 1842 y 2021                                                        |
| |
| Población de derecho según los censos de población del INE Población de hecho según los censos de población del INE |

Históricamente Piloña se caracterizó por ser un concejo creciente, poblacional y demográficamente hablando, hasta la primera mitad del siglo XX, en el que la emigración a terrenos ultramarinos primero, y las salidas al centro de Europa y los centros industriales del Principado después, cambiaron las tornas para ver como poco a poco se reducía su población de casi 20.000 habitantes en 1930 a menos de 8000 en la actualidad, teniendo una densidad de población de 34,3 habitantes/km². Así todo, las estructuras demográficas empiezan a desequilibrarse, con un paulatino envejecimiento de la población, aunque la relación entre hombres-mujeres se encuentra bastante pareja, siendo una de las más equilibradas del Principado de Asturias.
El núcleo más importante de población hoy en día es su capital Infiesto que concentra más del 20% del total, seguido de las poblaciones de Villamayor (Piloña) y Sevares, siendo elemento común en las tres el paso del río Piloña y de la carretera N-634.

## Economía
El sector agropecuario, históricamente, fue el principal soporte económico del municipio, siendo relegado en dicha función actualmente por el sector terciario de los servicios, que es el que mayor número de empleos genera hoy en día. Aun así, todavía el sector primario tiene una importante presencia en el concejo, representando a un total del 34,85% del empleo local, siendo la ganadería la principal actividad dentro de él, teniendo la cabaña vacuna, tanto para su producción láctea como cárnica, la que mayor implantación tiene. En cuanto a los terrenos, decir que un 3% corresponde a cultivos, un 32% a pastos y un 50% es de uso forestal.
El sector secundario y de la construcción, emplea a un total del 28,65% de la población ocupada, siendo esta última actividad la que se lleva la mayor proporción. Le siguen la industria alimentaria y las de madera, corcho y mueble.
Por último, al sector terciario de servicios corresponde un 36,5% siendo el comercio y la hostelería el destino mayoritario. Este sector ha sido el único que ha crecido en los últimos años, aunque no en una gran proporción, debido en gran parte a que muchas funciones de carácter comarcal han sido asumidas por Arriondas, capital del concejo de Parres. La mayor parte de las licencias comerciales se concentran en Infiesto, capital municipal.

## Comunicaciones
Cuenta el concejo con unas buenas infraestructuras comunicativas. Así tiene como más importante la carretera nacional N-634 (entre los kilómetros 351 y 368) y las carreteras comarcales AS-254, que se dirige a Caso, la AS-255 a Villaviciosa, y la AS-258 a Colunga. Completa su red de carreteras varias locales de 1.º y de 2.º orden. La presencia del ferrocarril también se deja notar en el concejo, atravesando la FEVE el territorio.

## Administración y política

### Gobierno municipal
En el concejo de Piloña, desde 1979, el partido que ha gobernado más tiempo ha sido el PSOE. El actual alcalde es Iván Allende Toraño.
| Periodo   | Nombre                               | Partido | Partido                                    |
| --------- | ------------------------------------ | ------- | ------------------------------------------ |
| 1979-1983 | Gilberto Espina Coballes             |         | Unión de Centro Democrático (UCD)          |
| 1983-1999 | Juan Ignacio Priede Llano            |         | Federación Socialista Asturiana (FSA-PSOE) |
| 1999-2007 | Juan Antonio Roberto Pérez Rodríguez |         | Partido Popular (PP)                       |
| 2007-2011 | Camilo Montes Díaz                   |         | Federación Socialista Asturiana (FSA-PSOE) |
| 2011-2015 | María del Carmen Barrera Fernández   |         | Federación Socialista Asturiana (FSA-PSOE) |
| 2015-2027 | Iván Allende Toraño                  |         | Federación Socialista Asturiana (FSA-PSOE) |

| Partido político    | Partido político                                                    | 1979   | 1983   | 1987   | 1991   | 1995   | 1999   | 2003   | 2007   | 2011   | 2015   | 2019   | 2023   |
| Partido político    | Partido político                                                    | Ediles | Ediles | Ediles | Ediles | Ediles | Ediles | Ediles | Ediles | Ediles | Ediles | Ediles | Ediles |
|                     | Federación Socialista Asturiana (FSA-PSOE)                          | 6      | 9      | 10     | 10     | 7      | 6      | 6      | 6      | 6      | 9      | 11     | 10     |
|                     | Partido Popular (PP)                                                | —      | 8      | 6      | 5      | 5      | 7      | 7      | 6      | 5      | 3      | 2      | 3      |
|                     | Vecinos Independientes de Piloña (VIP)                              | —      | —      | —      | —      | —      | —      | —      | —      | —      | 1      | —      | —      |
|                     | Foro Asturias (FAC)                                                 | —      | —      | —      | —      | —      | —      | —      | —      | 1      | —      | —      | —      |
|                     | Unión de Centro Democrático (UCD)-Centro Democrático y Social (CDS) | 9      | —      | 1      | 1      | —      | —      | —      | —      | —      | —      | —      | —      |
|                     | Partido Comunista de España (PCE)-Izquierda Unida (IU)              | 2      | —      | —      | 1      | —      | —      | —      | —      | 1      | —      | —      | —      |
|                     | Centristas Asturianos (CAS)                                         | —      | —      | —      | —      | 1      | —      | —      | —      | —      | —      | —      | —      |
|                     | Izquierda Asturiana (IAS)                                           | —      | —      | —      | —      | —      | —      | —      | 1      | —      | —      | —      | —      |
| Total de concejales | Total de concejales                                                 | 17     | 17     | 17     | 17     | 13     | 13     | 13     | 13     | 13     | 13     | 13     | 13     |

### Organización territorial
Infiesto, situado a orillas del río Piloña es la capital del concejo que toma el nombre de su río. Es el núcleo más poblado del territorio aunque en estos últimos tiempos ha sufrido un descenso debido a la emigración. Importante también es el festival de la avellana que se celebra aquí, que fomenta el cultivo de dicho fruto así como su utilización en la repostería tradicional y moderna. Se sitúa a 158 metros sobre el nivel del mar. 
El concejo de Piloña está formado por 24 parroquias:
- Anayo
- Artedosa (L'Arteosa)
- Beloncio (Belonciu)
- Borines (Boriñes)
- Cereceda (Cerecea)
- Coya
- Espinaredo (Espinaréu)
- Lodeña (Lludeña)
- La Marea
- Maza (Santana de Maza)
- Miyares
- Los Montes de Sevares (Los Montes)
- Pintueles
- Ques
- San Antoniu
- San Juan de Berbío (San Xuan de Berbío)
- San Román
- Sellón
- Sevares (Sebares)
- Sorribas (Sorribes)
- Tozo (El Tozu)
- Valle
- Vallobal
- Villamayor

## Cultura

### Arte

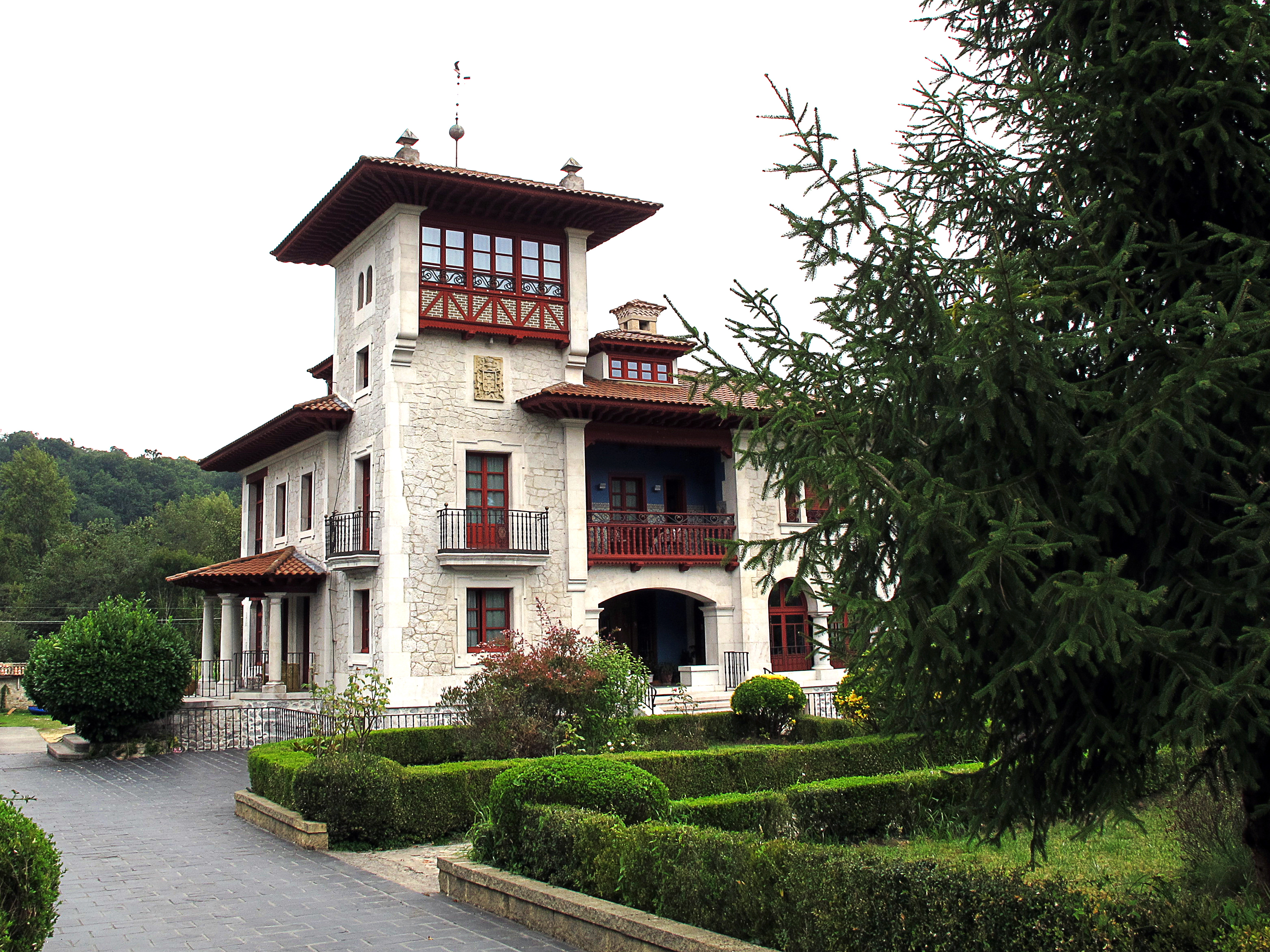
Casa de Indianos Villa Joaquina

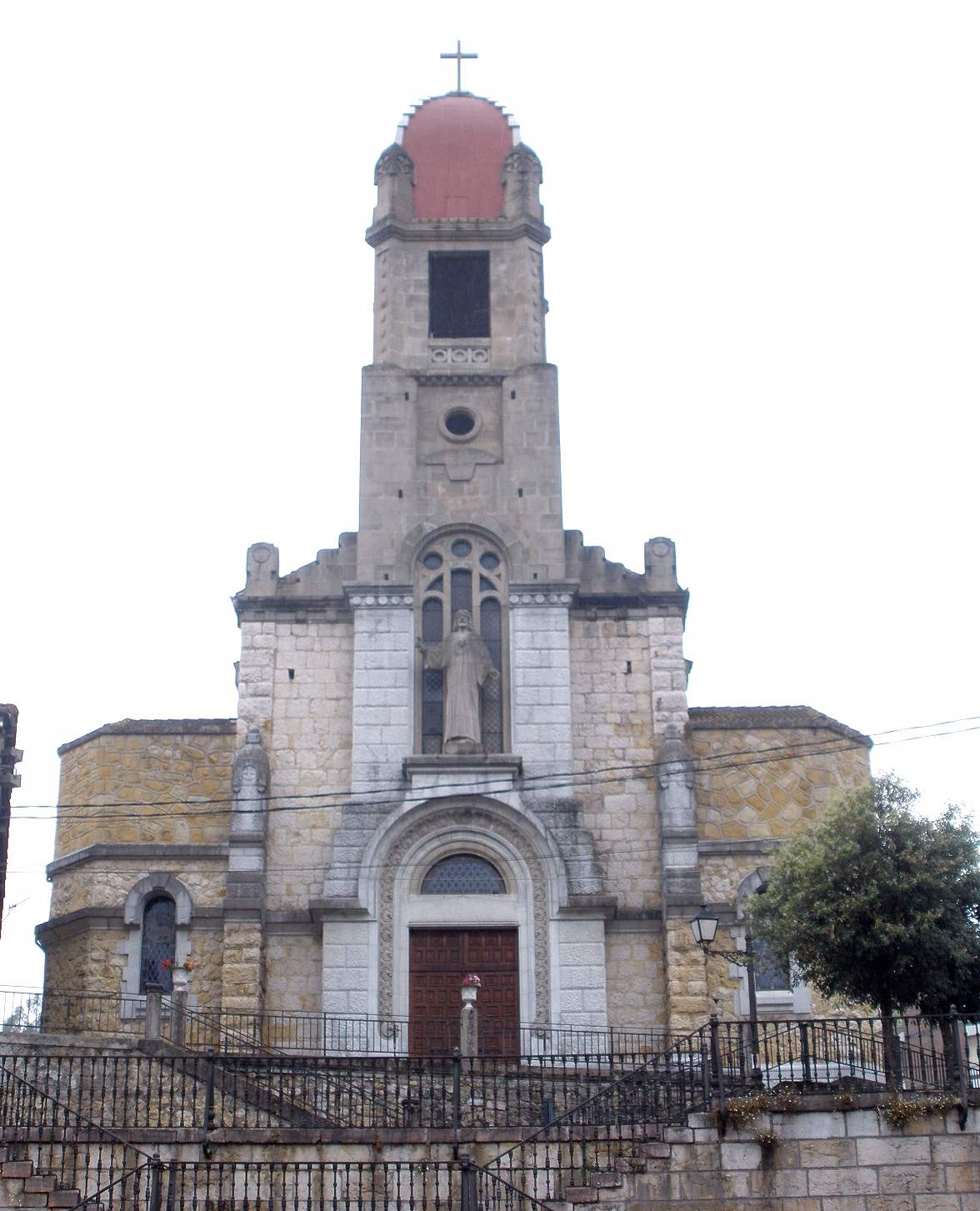
San Antonio de Padua, Infiesto

Referente al arte prehistórico hay que destacar varias cuevas en las que se encontraron vestigios de importancia siendo la más importante la del Sidrón, la cual posee diversas pinturas de vulvas como en las demás cuevas asturianas de la misma época.
Dentro de la arquitectura religiosa hay que destacar varios edificios religiosos de gran interés. La iglesia de iglesia de San Juan de Berbío, actualmente en ruinas, formaba parte de un monasterio y posee restos románicos, aunque la mayoría pertenece a al reconstrucción realizada en el siglo XVIII. La estructura actual nos presenta una sola nave, con cabecera cuadrada y rodeada por un pórtico.
De reminiscencias románicas también puede señalarse la iglesia de Santa María de Villamayor, que forma parte del monasterio de las benedictinas, y el cual posee una historia especial al ser suprimido por el obispo Gutierre de Toledo a causa del no cumplimiento de algunas reglas monásticas. Es una construcción de una alta calidad, tanto por los materiales utilizados como por la decoración empleada. Los restos originales conservados son el ábside y la portada sur. También es de origen románico la iglesia de Santa Eulalia.
Otro edificio medieval es la iglesia de San Pedro de Beloncio, con elementos tardorrománicos como la portada lateral, formada con un arco de medio punto con decoración basándose en bolas cistercienses y tornapolvos con capiteles de tosca decoración. Cerca del valle de Quess encontramos el santuario de La Virgen de la Cueva, a orilla del río de La Marea, siendo objeto de devoción desde el siglo XVI. Fue en 1936 depósito y fabricación de pólvora y reformada completamente en 1983 dotándola de un aspecto muy poco semejante a su aspecto original. Por último señalaremos la iglesia parroquial de San Antonio de estilo ecléctico y ciertos toques modernistas.
Respecto a la arquitectura popular, Piloña se caracteriza por la abundancia de casonas y caseríos. Destaca la casa y la torre de la familia Villa en Miyares edificada a finales del XVI y principio del XVII. A la forma original de la torre se le van añadiendo nuevos cuerpos a su alrededor. Presenta un perfil almenado de estilo historicista.
También hay que mencionar el Palacio de Sorribes, fundado en el siglo XVIII, es un edificio de dos pisos y presenta una fachada con un gran desarrollo horizontal, estando ordenados los vanos siendo el central un balcón con voladizo.
En la Goleta se halla el Palacio de Cutre, con escudo de los Oviedo-Portal en la torre y capilla independiente frente al palacio. En Infiesto se halla el palacio del Marquesado de Vistalegre, del siglo XVIII y que cuenta con la capilla de Santa Teresa de 1666.
De tiempos más actuales destacamos el edificio del Ayuntamiento (1882), de estilo neoclásico y que presenta un patio central cubierto de hierro y cristal, teniendo una gran escalera que da acceso al segundo piso. Otra edificación moderna son las escuelas municipales, edificadas en 1910, estructurado en una sola nave con forma de “T”. El balneario de Borines y diversas casas indianas, como las de la Casona de Sotiello en Sevares o la Casona de La Estrada, configuran el resto de construcciones importantes del municipio.

### Fiestas
Entre sus fiestas destacaremos:

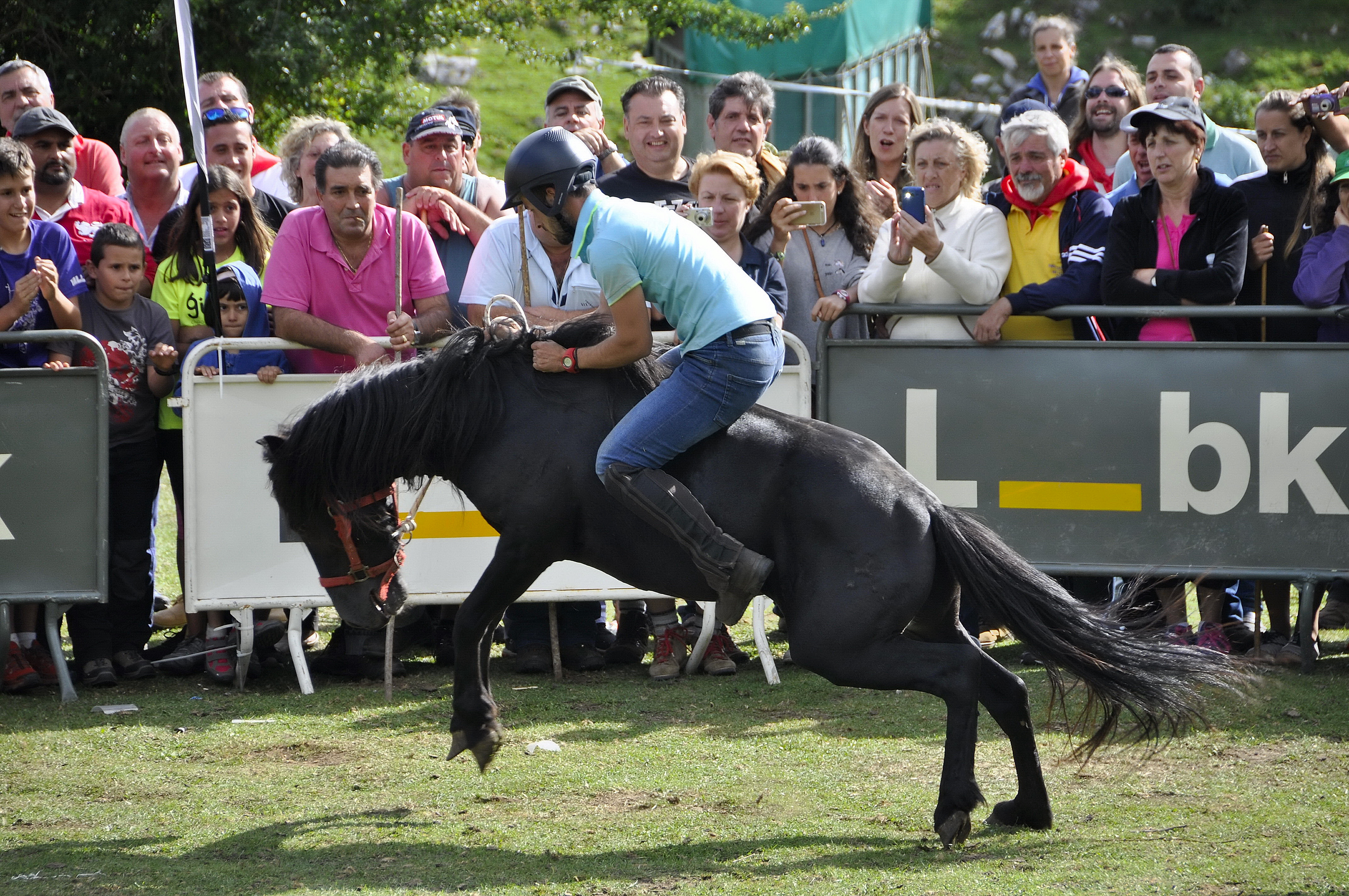
Fiesta del Asturcón

- En el mes de abril, es la Feria anual de primavera en Infiesto.
- En el mes de junio, son las Fiestas de San Antonio en Infiesto, el Corpus en Villamayor y San Pedro en Sevares.
- En el mes de agosto, es la Feria del Asturcón en el Sueve.
- En mes de septiembre, Fiesta de Nuestra Señora de la Cueva y las Fiestas del Cristo en Coya.
- En el mes de octubre, es el Festival de la avellana y fiestas de Santa Teresa de Jesús en la localidad de Infiesto.

En todas las fiestas que se realizan en el concejo, es habitual el uso de los trajes regionales, bailándose jotas locales, giraldillas y el fandango de Piloña. En las celebraciones religiosas es habitual el uso de la toca de paño ribeteada con cinta de terciopelo.

### Medios de comunicación
- Onda Cero Radio
- La Crónica de Piloña